# Прат (окръг)
Окръг Прат (на английски: Pratt County) е окръг в щата Канзас, Съединени американски щати. Площта му е 1906 km², а населението - 9496 души. Административен център е град Прат.